# Casinhas
Casinhas is een gemeente in de Braziliaanse deelstaat Pernambuco. De gemeente telt 14.798 inwoners (schatting 2009).